# DVD

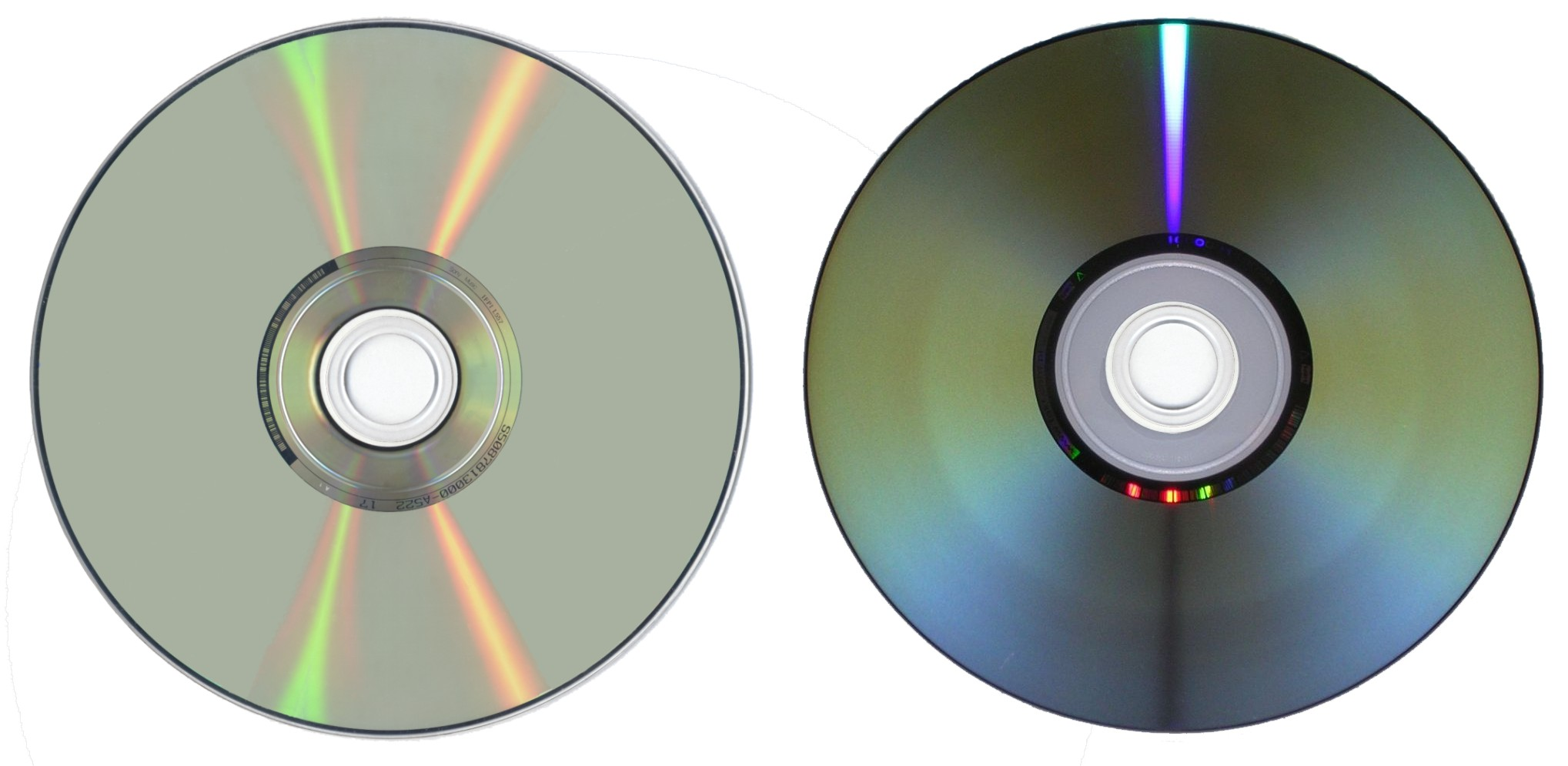
Cele două fețe ale unui DVD

DVD (în engleză Digital Video Disc sau Digital Versatile Disc) este un mediu de stocare optic succesor al CD-ului, cu o capacitate de aproape 7 ori mai mare, lărgind aria de aplicație a acestora. DVD permite stocarea de filme în format digital de înaltă fidelitate pe suport de tip disc compact. Discurile DVD au fost introduse în Japonia și Coreea în 1996, iar în SUA și Europa în 1997.

## Istoric
La începutul anilor '90 au fost dezvoltate două medii optice de stocare cu densitate mare: pe de o parte discul MultiMedia, susținut de Philips și Sony, iar pe de altă parte era discul SuperDensity, care avea ca susținători pe Toshiba, Time Warner, Hitachi etc. În cele din urmă, cu intervenția celor de la IBM, s-a ajuns la o înțelegere, așa că cei de la Sony și Philips au renunțat la ideea lor de disc MultiMedia, pentru a fi de acord cu discul SuperDensity. După ce s-au adus noului produs mici îmbunătățiri pentru protecție împotriva zgârieturilor, acesta a fost lansat cu o capacitate de stocare de 4.7 GB, chiar dacă proiectul inițial era de 5GB. 
DVD-ul a fost anunțat oficial în septembrie 1995. Prima versiune a specificațiilor DVD a fost publicată în septembrie 1996, iar primele discuri și DVD playere au apărut în noiembrie 1996 în Japonia și în martie 1997 în S.U.A. 
În anul 1995 a fost fondat DVD Consortium, o asociație de 10 companii fondatoare din domeniile tehnicii digitale și producției de film (Sony, Philips, Hitachi, JVC, Matsushita, Mitsubishi, Pioneer, Thomson, Toshiba și Time Warner). Obiectivele principale ale acestei organizații sunt dezvoltarea și promovarea formatului DVD, elaborarea specificațiilor convenite, precum și licențierea întreprinderilor din domeniul tehnologiei DVD. La sfârșitul anului 1995,  s-a ajuns la un acord și s-a aprobat caietul de sarcini al unui standard DVD, inclusiv următoarele puncte cheie:
- 133 minute sau mai mult de video MPEG-2 de înaltă calitate cu sunet surround multicanal
- până la 8 limbi audio
- subtitrare în 32 de limbi
- meniu interactiv ramificat, cu acces aleatoriu la diverse capitole și opțiuni de afișare
- posibilitatea de a seta și de a selecta utilizatorul până la 9 unghiuri de vedere (unghiuri ale camerei) pe obiectul afișat
- protecție digitală și analogică.

În 1996, au fost publicate specificații pentru formatele DVD-ROM și DVD-Video v.1.0, iar la sfârșitul anului 1996 primele DVD playere au fost vândute în Japonia. Din 1997, au începutvânzările pe scară largă de DVD-uri în toată America (un an mai târziu în Europa), iar DVD Consortium a fost schimbat în DVD Forum, făcându-l deschis pentru noi membri. În prezent, forumul reunește peste 200 de membri (dintre care peste 20 sunt europeni), iar pe lângă cele 10 companii inițiale, comitetul de reglementare include încă 7: IBM, Intel, NEC, Sharp, LG Electronics, Samsung, Institutul de Cercetări Industriale din Taiwan. 
DVD Forum este format din 8 grupuri în următoarele domenii:
- Specificații DVD-video
- Parametrii fizici ai discurilor DVD
- Sistemul de fișiere DVD
- Specificația DVD-Audio
- Specificația DVD-RAM
- Specificații DVD-R și DVD-RW
- Sisteme de protecție la copiere
- Aplicații DVD industriale și profesionale.

De asemenea, comisii pentru verificarea discurilor DVD, DVD playere și promovarea funcției efective a formatului DVD în cadrul forumului.

## Caracteristici
La fel ca la CD-uri, principiul de functionare al DVD-urilor este relativ simplu: un fascicul laser este reflectat cu o intensitate diferita de micile pit-uri si land-uri de pe suprafata discului; in functie de aceasta intensitate, semnalul este interpretat ca 0 si 1, binar.
Un disc DVD arată la fel ca un CD normal, având diametrul de 120 mm și grosimea de 1,2 mm, cu singura diferență că are un alt logo imprimat pe fața inactivă. Inițial, lungimea de undă a laserului de citire s-a plasat în intervalul 635-650 nm (în domeniul roșu din spectrul vizibil), față de valoarea de 780 nm la CD (în domeniul infraroșu).
Deosebirea esențială constă în faptul că DVD-ul este mult mai fin realizat, el fiind compus din două substraturi, cu o grosime de 0,6 mm, jumătate din grosimea stratului unui CD, iar dimensiunile pentru pit-uri și land-uri, ca și distanța dintre acestea, sunt mult mai mici. Substratul de grosime 0,6 mm al unui DVD poate conține două straturi reflexive (două rânduri de pit-uri și land-uri), iar aplicarea unei raze laser cu o lungime de undă diferită face posibilă citirea celor două straturi în mod independent, fără a amesteca informațiile stocate. Pentru că dimensiunea substratului este atât de mică, este posibil ca discul să fie compus din două fețe cu două substraturi suprapuse, făcând posibilă citirea acestuia pe ambele părți, ca în cazul discului de vinil. Capacitatea totală ajungând astfel la aproximativ 17,6 GB. Această capacitate este de 27 de ori mai mare față de cea a unui disc CD-ROM. 
Citirea informației de pe un substrat sau de pe celălalt se face prin focalizarea fascicolului laser. Când raza laser nu este focalizată, aceasta cuprinde o arie mai largă și aparatul nu o percepe. Raza citește doar stratul asupra căruia este exact focalizată. Pista spiralată a DVD-ului este ștanțată mult mai strâns pentru a-i conferi o capacitate mai mare, șanțurile fiind situate la o distanță de 0,74 micrometri. Laserul care citește discul are o lungime de undă de 635 până la 650 nanometri.
Pentru citirea discurilor DVD, sunt necesare lasere care produc raze cu o lungime de undă mai mică, având mecanisme de focalizare mai precise. Focalizarea mai precisă este de fapt cea care permite înregistrarea datelor pe două straturi. Pentru citirea celui de-al doilea strat, se realizează focalizarea fasciculului în adâncimea discului, unde se află acest strat.
Discul are o viteză liniară constantă de 3,49 m/s, mai mică decât a CD-urilor. Ca rezultat, viteza de rotație variază de la 600 rpm în marginea exterioară la 120 rpm în interiorul discului. Un bit ocupă 0,4 micrometri, deci rata de transfer a datelor este de 1108 Mbit/s. În termenii vitezei pentru CD, viteza de bază a DVD-ului este de la 7x la 8x.
| Parametru disc               | CD                | DVD           |
| ---------------------------- | ----------------- | ------------- |
| Diametru                     | 120 mm            | 120 mm        |
| Grosime                      | 1,2 mm            | 0,6 mm        |
| Tipul de laser               | 780 nm infraroșu  | 640 roșu      |
| Pasul pistelor               | 1,6 μm            | 0,74 μm       |
| Lungime minimă a cavităților | 0,83 μm           | 0,4 μm        |
| Straturi                     | 1                 | 1, 2, 3, 4    |
| Fețe                         | 1                 | 1 sau 2       |
| Capacitate de stocare        | 700 MB            | 4,7 ... 17 GB |
| Rata de transfer             | 153 kB/s 175 kB/s | 1108 kB/s     |

HDTV tuner) etc, într-un flux de date simplificat. Unitatea DVD player folosește în timpul citirii un decodificator adecvat.

## Formate DVD
Există trei versiuni principale ale formatului DVD:
- DVD-ROM (Read Only Memory) numai pentru citire, discuri din fabrică
- DVD-R (DL), DVD + R (DL) DVD care pot fi scrise o singură dată (inscriptibile)
- DVD-RAM, DVD - RW, DVD + RW pot fi scrise de mai multe ori (reinscriptibile).

Există, de asemenea, mai multe formate speciale pentru console de jocuri, cum ar fi Sony PlayStation 2 și Microsoft Xbox.

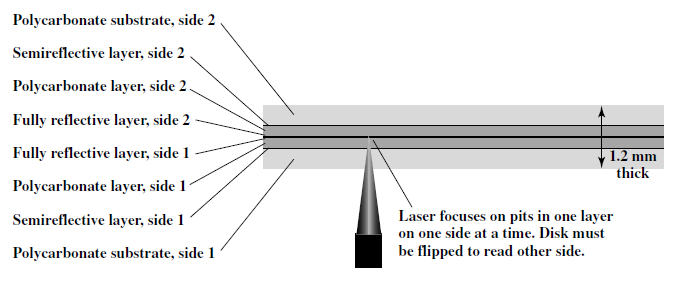
Straturile unui disc DVD-ROM cu două fețe

### DVD-ROM
Este un DVD pentru multimedia ce a început să înlocuiască clasicul CD-ROM. Furnizează un mediu de stocare de dimensiuni mari (4,7 până la 17 GB de date). DVD-ROM conține diverse tipuri de date și este interpretat de o unitate DVD-ROM Drive conectată la calculator. 
Un DVD-ROM poate fi DVD-Video, DVD-Audio sau un disc pentru PC cu aplicații specifice (jocuri video, sisteme de operare, programe software. Diferența între DVD-Video și DVD-ROM este oarecum similară cu diferența dintre CD-Audio și CD-ROM.
Majoritatea unităților DVD-ROM au un timp de căutare de 100-200 ms, un timp de acces de 150-200 ms, și o rată de transfer de 1,3 MB/s, cu o rată la vârf de 12 MB/s sau mai mare. Rata de transfer de 1,3 MB/s a unității DVD-ROM este echivalentă aproximativ cu o unitate CD-ROM cu o viteză de 9x. Aceste unități pot citi discurile CD-ROM, ca și discurile CD audio. 
Viteza de rotație a discurilor DVD este de aproximativ 3 ori mai mare decât cea a discurilor CD, dar majoritatea unităților DVD-ROM măresc viteza la citirea discurilor CD-ROM, obținând o viteză de 12x sau mai mare. Unitățile DVD-ROM 2x au o rată de
transfer de 22,2 Mbiți/s sau 2,6 MB/s, echivalentă cu rata unei unități CD-ROM 18x. Există și unități DVD-ROM 5x, dar acestea nu ajung de obicei la o rată de transfer reală de 5x (55,4 Mbiți/s sau 6,4 MB/s, echivalentă cu cea a unei unități CD-ROM 45x). Majoritatea unităților DVD-ROM 2x citesc discurile CD-ROM la o viteză de 20x, iar cele 5x citesc discurile CD-ROM la o viteză de 32x.

### DVD-Video
Cel mai utilizat dintre toate formatele DVD, este un disc special creat pentru stocarea și vizionarea filmelor. Introducerea discurilor DVD-Video are numeroase implicații pentru industria cinematografică, studiourile de filme fiind profund implicate în crearea standardului DVD-Video. Formatul a apărut în Japonia la 1 noiembrie 1996, în S.U.A. la 24 martie 1997, în Canada, America Centrală și Indonezia la sfârșitul anului 1997, și în Europa, Asia, Australia și Africa în 1998. Apariția discurilor DVD ca medii de stocare a imaginilor video sub formă digitală a avut ca efect reducerea costurilor de stocare și distribuție a imaginilor video.
Un disc DVD-Video conține o pistă de informații video digitale comprimate prin metoda MPEG-2, cu o rată de biți constantă (CBR – Constant Bitrate) sau variabilă (VBR – Variable Bitrate). Sunt utilizate sistemele video NTSC cu 525 linii, 29,97 cadre/s (mod întrețesut - “interlaced”), și PAL/SECAM (625 linii, 25 cadre/s (mod întrețesut). Sunt tipice de asemenea imaginile cu 24 cadre/s, în mod progresiv (neîntrețesut), provenite din filme.
La o rată medie de 4,7 Mbit/s (3,5 Mbit/s pentru video și 1,2 Mbit/s pentru trei piste audio cu câte 5.1 canale), un disc DVD cu un singur strat poate conține în jur de 135 minute. Un disc cu două straturi poate conține un film de două ore redat la o rată de 9,5 Mbiți/s (apropiată de limita maximă de 11,08 Mbit/s).
Un disc DVD-Video poate conține până la 8 piste audio. Fiecare pistă poate avea unul din următoarele trei formate:
- Dolby Digital (AC-3): 1 până la 5.1 canale
- MPEG-2 audio: 1 până la 5.1 sau 7.1 canale
- PCM (Pulse-code modulation): 1 până la 8 canale.

Sunt prevăzute alte două formate opționale: Digital Theater Systems (DTS) și Sony Dynamic Digital Sound (SDDS). Ambele necesită decodoare externe și nu sunt recunoscute de toate unitățile. Canalul indicat prin “.1” (5.1, 7.1) se referă la un canal de efecte cu frecvențe joase (Low-Frequency Effects - LFE) care se conectează la un amplificator pentru tonuri joase.
DVD-Video poate fi citit de orice unitate DVD Player conectată la un TV. Pentru a se menține compatibilitatea cu aparatele existente, unitățile DVD conțin un codificator Dolby ProLogic pentru a translata pistele AC-3 sau MPEG-2 într-un format care poate fi redat cu ajutorul unui amplificator stereo standard sau a unui sistem obișnuit.
DVD Video Recordering (DVD VR) este un format de înregistrare DVD care permite editarea unui film direct pe disc în timpul înregistrării. Se pot adăuga videoclipuri noi, schimbarea meniurilor, eliminare segmente video etc. DVD VR este disponibile în principal pe DVD playere high end.
Formate DVD VR: 
- DVD + VR (pentru discuri DVD + RW)
- DVD-VR (pentru discuri DVD-RAM și DVD-RW)[5]

### DVD-Audio
DVD-A este formatul DVD numai pentru date audio (muzică). Standardul pentru discurile DVD-Audio a fost elaborat de Working Group 4 (WG4) al DVD Forum, versiunea 0.9 a standardului fiind publicată în iulie 1998, iar versiunea 1.0 în octombrie 1998. Primele produse DVD-Audio au apărut în 1999. DVD-Audio oferă un sunet de înaltă calitate cu până la 6 canale cu rate de eșantionare de 24 bit/192 kHz, muzica cu sunet surround. 
Linear pulse-code modulation (LPCM), un tip specific de PCM unde nivelurile de cuantificare sunt liniar uniforme, oferă până la 6 canale cu rate de eșantionare de 48/96/192 kHz (de asemenea 44,1/88,2/176,5 kHz) și cu eșantioane de 16/20/24 biți.
Grupul WG4 a introdus în 1998 Meridian Lossless Packing (MLP) o compresie fără pierderi, ce permite înregistrarea pe un singur strat a 74 până la 135 de minute de sunet cu 6 canale, cu rata de eșantionare de 96 kHz și eșantioane de 24 biți (comparativ cu 45 de minute fără compresie). În cazul sunetului cu 2 canale, timpul este între 120 și 140 de minute la 192 kHz/24 biți (comparativ cu 67 minute fără compresie).
Ca și DVD-Video, DVD-Audio include protecție la copiere. Aceasta utilizează o tehnologie de procesare a semnalelor pentru a aplica semnalului audio o semnătură digitală și unele chei opționale de criptare sub forma unui zgomot nedetectabil, astfel încât noile echipamente vor recunoaște discurile copiate și vor refuza redarea lor. 

Structura de fișiere DVD-Video

DVD-AR (Audio Recordable) este un format cu care se poate înregistra, edita și reda conținutul audio direct pe discurile pe care se scrie. Formatul este utilizat în diverse scopuri datorită unei varietăți mari de scheme de compresie. De asemenea pe un DVD-AR se pot stoca imagini statice și text. 
DVD Stream Recording (DVD-SR) permite înregistrarea în timp real practic a oricărui semnal digital audio/video obținut din diverse surse (televiziune prin satelit, internet, HDTV tuner) etc, într-un flux de date simplificat. Unitatea DVD player folosește în timpul citirii un decodificator adecvat.
Toate tipurile de discuri DVD (DVD-Video, DVD-ROM și DVD-Audio) au datele dispuse în fișiere. Datele sunt accesate folosind un sistem de fișiere comun tuturor discurilor DVD. DVD-Video și DVD-Audio conțin date în directoare speciale, și anume în VIDEO_TS și AUDIO_TS. Pentru compatibilitate cu versiunile inscriptibile și reinscriptibile, a fost ales formatul UDF Bridge. Aceasta presupune o combinație între formatul UDF (Universal Data format) și standardul ISO 9660 pentru compatibilitate cu mediul CD-ROM. Fișierele DVD-Video au maxim 1 GB și sunt înregistrate ca o singură extensie (într-o singură secvență). Primul director de pe disc este VIDEO_TS și conține fișierele .IFO, .BUP și .VOB. Numele fișierelor este în format 8.3. DVD-Audio conține toate fișierele în directorul AUDIO_TS.

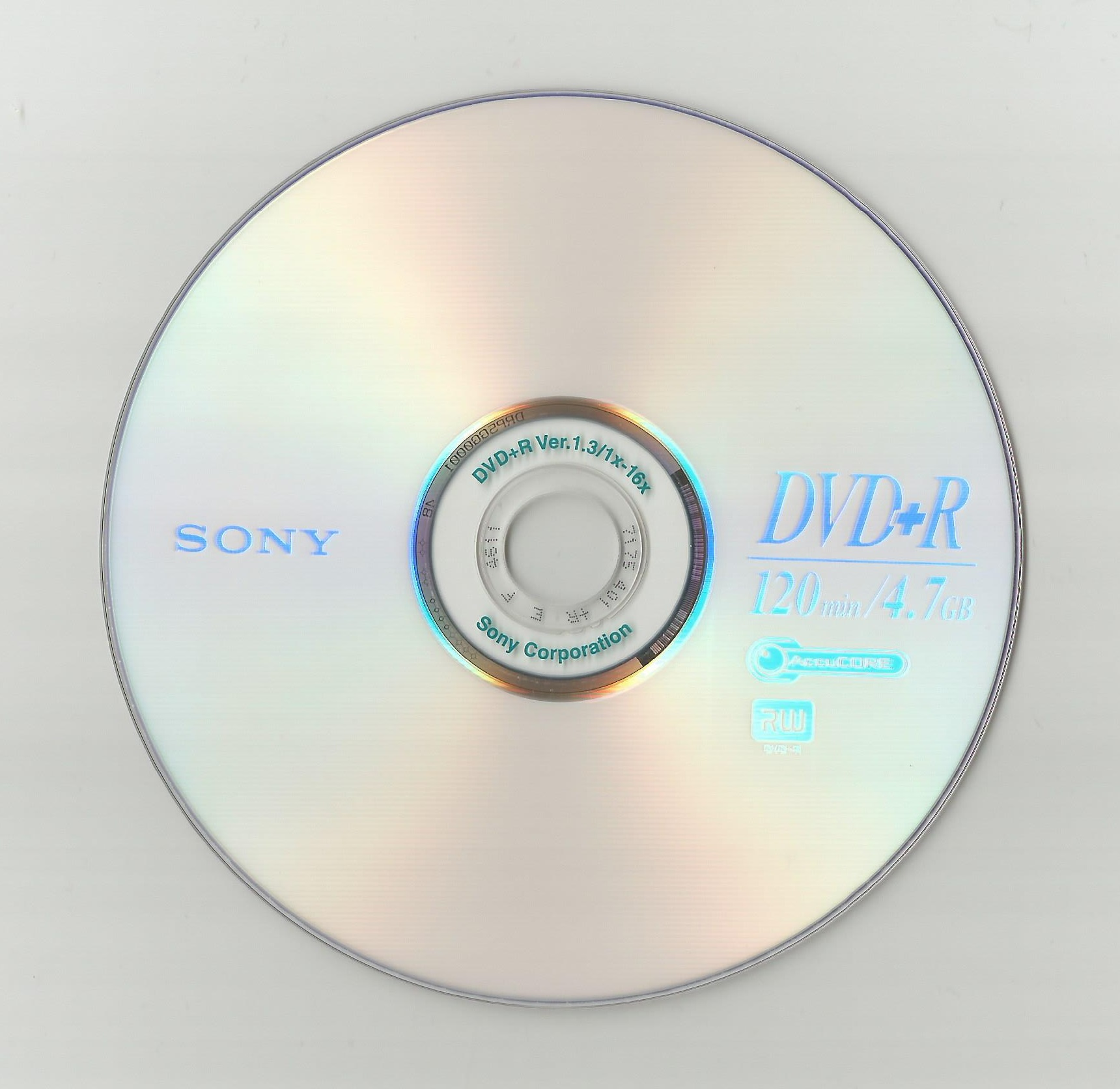
lățimepx

### DVD ± R
DVD ± R (recordable) este termenul generic pentru cele două variante DVD-R și DVD+R, în care datele pot fi scrise pe un DVD. DVD ± R este succesorul direct al CD-R-ului. Diferența constă în formatarea lor și modul în care se citesc datele de pe disc.
Formatul DVD-R a fost dezvoltat de Pioneer și lansat în a doua jumătate a anului 1997. DVD+R a fost dezvoltat de Sony și Philips și introdus în 2002. Companiile care acceptă DVD-R includ Pioneer, Toshiba, Hitachi și Panasonic precum și DVD Forum, în timp ce companiile care acceptă DVD+R sunt DVD+RW Alliance, Sony, Philips, HP, Ricoh și Yamaha. Discurile DVD ± R sunt compatibile cu aproape toate unitățile DVD player. Capacitatea inițială a fost de 3,68 GB, dar aceasta a fost extinsă recent la 4,38 GB. Discurile DVD ± R sunt fabricate de Hitachi, Maxell, MKM, Mitsui, Pioneer și TDK.
Formatul DVD-R folosește sistemul de control al vitezei de înregistrare numit LPP (Land Pre Pit), în timp ce DVD+R folosește ADIP (Address In Pregroove), care este mai puțin sensibil la interferențe și erori decât sistemul LPP. Discurile DVD-R pot fi scris doar într-un singur strat pe suprafata discului, pe când DVD+R pot fi scrise în mai multe straturi, oferind astfel o capacitate mai mare de stocare.
DVD+R este compatibil cu aproape orice DVD-player modern fiind o alegere mult mai bună datorită tehnologiilor îmbunătățite, care produc mai puține erori la înregistrare. De asemenea formatul DVD+R oferă posibilitatea utilizatorului să editeze numele fișierelor, titlurile filmelor și melodiilor, inclusiv playlist-urile. În cazul unui player mai vechi, ar trebui folosit formatul DVD-R pentru o mai bună compatibilitate.

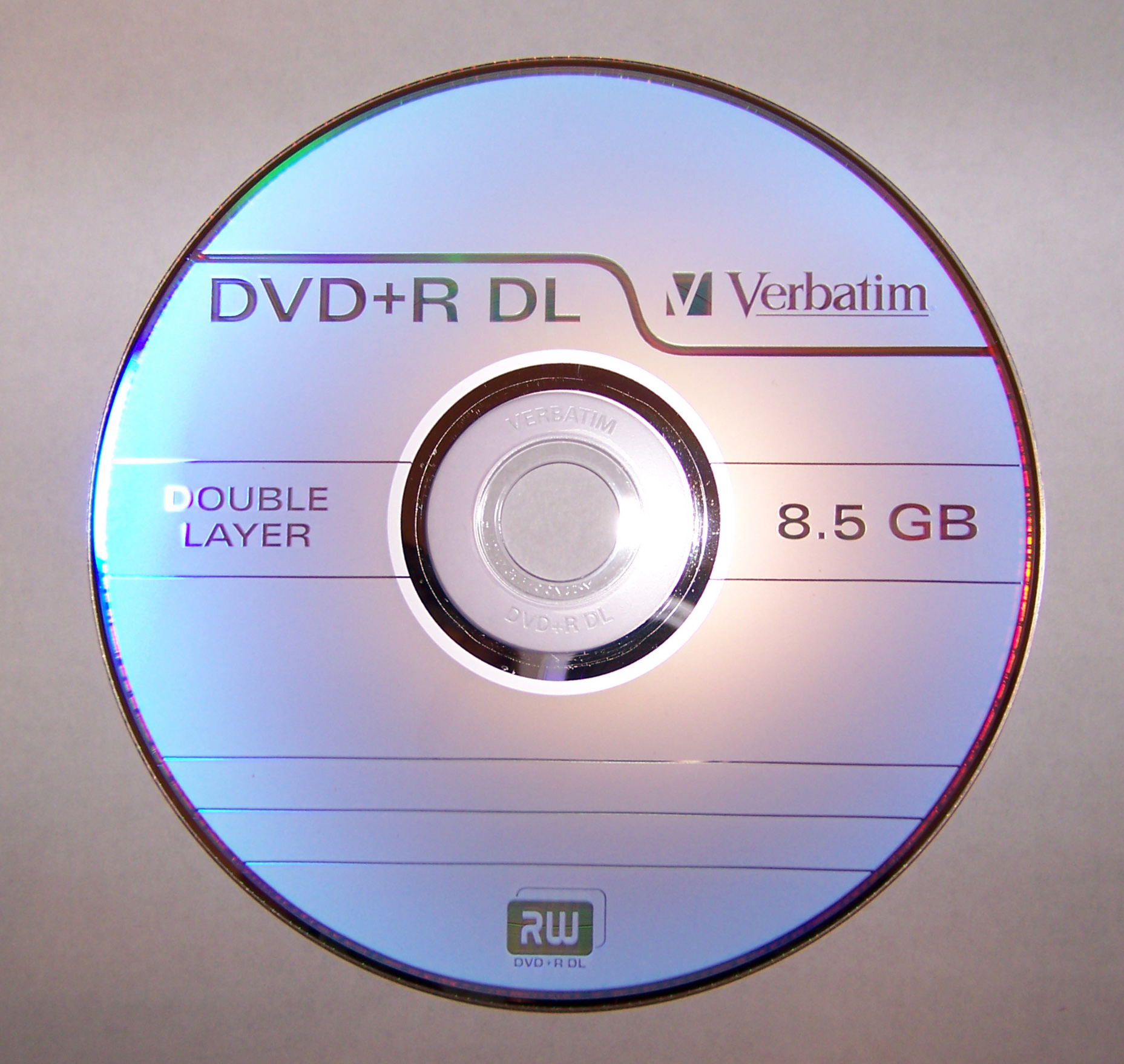
lățimepx

DVD ± R DL (Dual Layer) sau DVD-R9 este un format cu 8,5 GB utilizând două straturi înregistrabile, fiecare capabil să stocheze 4,7 GB, dublând astfel capacitatea totală a discului.
DVD-R DL a fost dezvoltat de Pioneer, în timp ce DVD+R DL a fost dezvoltat de DVD+Alliance, Philips și MKM (Mitsubishi Kagaku Media).
DVD-R DL este disponibil mai ales pe piețele din Asia. În SUA sau în Europa are o compatibilitate destul de slabă cu playerele DVD-Video și nu este recomandat pentru utilizarea DVD-Video.
DVD+R DL este mai compatibil cu DVD-playere decât DVD-R DL.

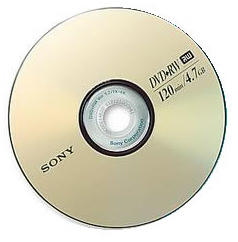
lățimepx

### DVD-RW
DVD-RW (Read/Write) sunt discurile reinscriptibile. Standardul este susținut de HP, Sony, Philips și DVD Forum, specificațiile au fost finalizate la sfârșitul anului 1998. Discurile DVD-RW utilizează o tehnologie dezvoltată de firma Pioneer bazată pe cea a discurilor CD-R, utilizând aceeași distanță între piste și același control al rotației. Discurile DVD-RW pot fi înscrise de mii de ori și pot fi citite de majoritatea unităților DVD. Capacitatea inițială este de 4,38 GB într-un singur strat.

### DVD+RW
Format elaborat de Philips, Sony, HP și DVD+RW Alliance, utilizează o tehnologie cu schimbare de fază, Phase-Change Rewritable similară cu cea utilizată la discurile CD-RW.

Discurile +RW au o capacitate de 2,8 GB pe o față și utilizează metoda CLV (Constant Linear Velocity) pentru accesul secvențial și metoda CAV (Constant Angular Velocity) pentru accesul aleator.  Ca și formatul DVD+R, oferă posibilitatea de editare a numelor de fișiere, filme, titluri de melodii și playlist-uri. Compatibilitate 100% cu toate DVD playerele.
DVD ± RW DL (Dual Layer) este un format dezvoltat și promovat de DVD Forum. Sunt discuri cu două straturi (DVD-9) care pot stoca până la 8,5 GB. Aceste discuri au apărut pentru prima dată la sfârșitul anului 2004.  DVD + RW DL este formatul cu două straturi oferit de DVD-RW Alliance. DVD ± RW DL sunt discuri rare (în mare parte în Asia) și nu dau rezultate foarte bune, fie pentru date, fie pentru video. Cererea pentru astfel de media este, de asemenea, aproape inexistentă

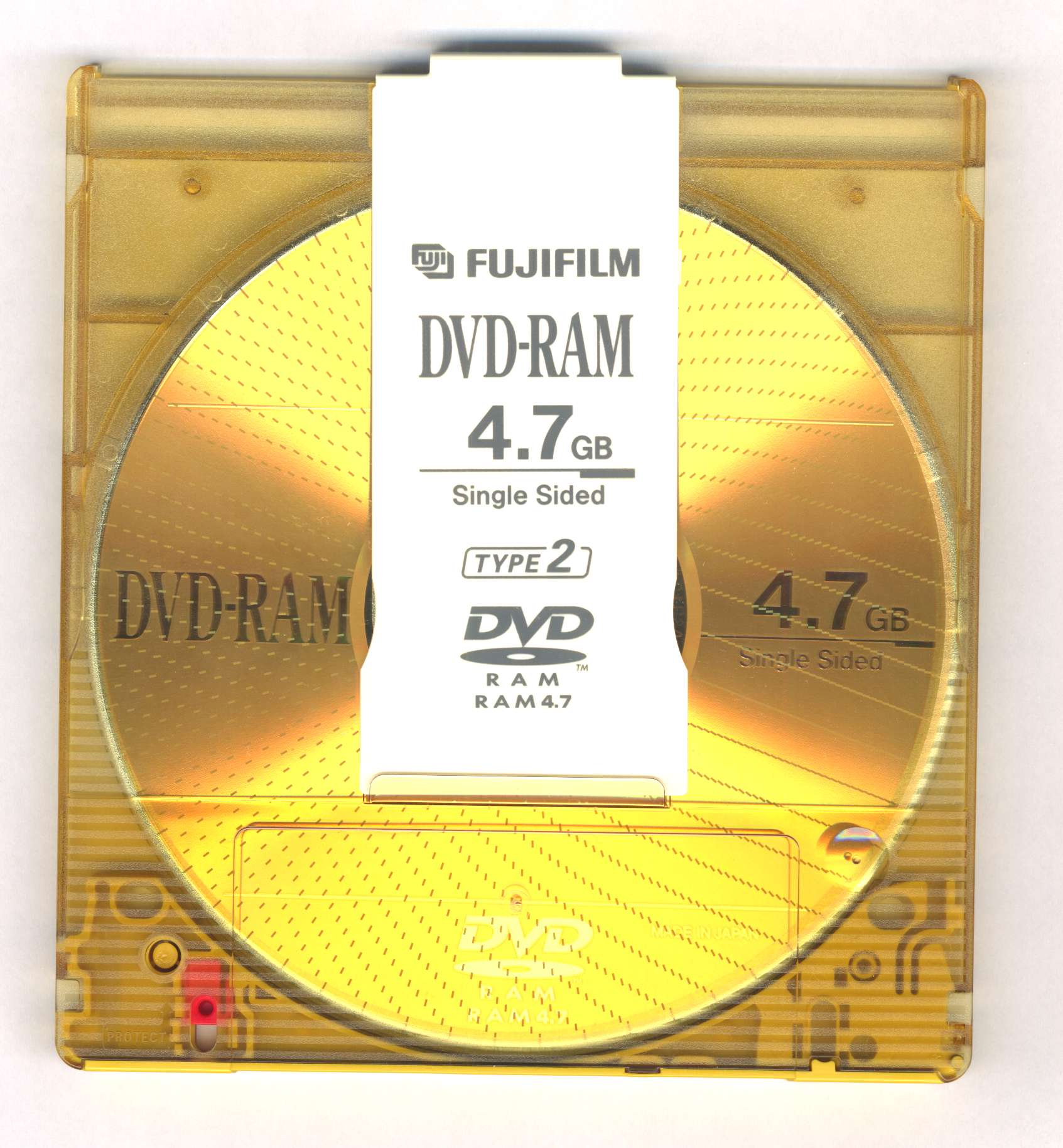
lățimepx

### DVD-RAM
DVD Random Access Memory este un standard susținut de DVD Forum, HP, Sony și Philips. Discurile reinscriptibile DVD-RAM au apărut în iunie 1998 cu o capacitate de 4.7 GB, utilizate pentru stocare de date. Prima unitate DVD-ROM care poate citi discurile DVD-RAM a fost realizată de Panasonic la sfârșitul anului 1998. Specificațiile au fost lansate pe piață în anul 2003 de către RAM Promotion Group (RAMPRG). DVD-RAM este utilizat atât în PC, camere video și unități DVR (Digital Video Recorder).

DVD-RAM utilizează o canelură spiralată pentru sincronizarea datelor, cu marcaje înscrise atât în interiorul canelurii, cât și în spațiul dintre caneluri. Canelurile și antetele sectoarelor sunt gravate pe disc în timpul fabricației. 
DVD-RAM pot fi cu o singură față de 4,7 GB sau 9,4 GB pe două fețe. Discuri Mini-DVD-RAM de 80 mm și 1,46 GB sunt de asemenea disponibile. Mini DVD-RAM cu o capacitate de 2,4 GB, nu sunt compatibile cu unitățile DVD actuale (din cauza diferențelor de reflectivitate, a modului de tratare a defectelor și a unor diferențe minore de format). 

## Capacitatea discurilor DVD

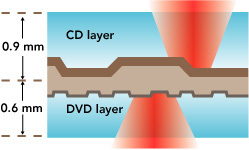
DualDisc

Diametrul discurilor poate fi de 12 cm sau 8 cm, ca și în cazul discurilor CD. Un disc DVD poate fi cu o singură față single side (SS) sau cu două fețe double side (DS). Fiecare față poate conține unul single layer (SL) sau două straturi double layer (DL). Capacitatea discului depinde de numărul total de straturi utilizate.
Există un număr mare de variante ale discurilor DVD fiecare cu capacități diferite, începând de la 4,7 GB, formatul DVD-5, compus dintr-o singură față cu un singur strat și până la 17,08 GB, numit și DVD-18, care este compus din două straturi pe fiecare față. Totuși, capacitatea maximă de stocare de 17,08 GB este foarte greu de obținut, ca urmare a procesului tehnologic complicat. Există și discuri care pot atinge capacități situate între cele două valori, de 8,54 GB (DVD-9) și 9,4 GB (DVD-10), cu o față și două straturi, respectiv, cu două fețe, fiecare cu câte un strat. Specificațiile pentru discurile DVD-R și DVD-RW prevăd capacități de 4,7 GB și 9,4 GB, cu un singur substrat pe fiecare față. Variantele DVD+R și DVD+RW sunt optimizate pentru stocarea datelor informatice, spre deosebire de versiunile din care provin, DVD-R și DVD-RW, optimizate pentru stocarea datelor multimedia. Variantele mai noi de sisteme DVD, Blu-Ray Disc (care folosește o rază laser cu lungime de undă mai mică, în domeniul albastru de 405 nm) și HD-DVD (DVD de înaltă definiție, compatibil cu standardul TV de înaltă definiție, HDTV), permit obținerea de capacități superioare, care pot atinge 50 GB.
Capacitatea unui disc cu două straturi nu ajunge la dublul capacității unui disc cu un singur strat. Fasciculul laser trebuie să traverseze stratul exterior pentru a citi de pe stratul interior (o distanță cuprinsă între 20 μm și 70 μm). Pentru a se reduce interferențele dintre cele două straturi, lungimea minimă a cavităților de pe ambele straturi este mărită de la 0,4 μm la 0,44 μm. În plus, viteza liniară a fasciculului este puțin mai mare, de 3,84 m/s față de 3,49 m/s la discurile cu un singur strat. Cavitățile de lungime mai mare, aflate la distanțe mai mari permit o citire mai ușoară, dar astfel se reduce capacitatea pe strat.
La o rată medie de 4,7 Mbit/s (3,5 Mbit/s pentru video și 1,2 Mbit/s pentru trei piste audio cu câte 5.1 canale), un disc DVD cu un singur strat poate conține în jur de 135 minute.Un disc cu două straturi poate conține un film de două ore redat la o rată de 9,5 Mbiți/s (apropiată de limita maximă de 10,08 Mbiți/s).
Pentru discurile DVD-Video, cantitatea informațiilor video care se pot înregistra pe un disc depinde de numărul pistelor audio care însoțesc imaginile și de gradul de compresie a datelor video și audio. De exemplu, un disc DVD-Video cu un singur strat și cu o singură pistă audio poate conține peste 160 de minute (video și audio), iar în cazul compresiei la calitatea VHS, un strat poate conține peste 9 ore de imagini și sunet.
Diferitele variante ale discurilor DVD sunt prezentate în tabel.
| Nume     | Nume        | Părți | Suprafețe (total) | Diametru | Capacitate | Capacitate |
| Nume     | Nume        | Părți | Suprafețe (total) | (cm)     | (GB)       | (GiB)      |
| -------- | ----------- | ----- | ----------------- | -------- | ---------- | ---------- |
| DVD-1    | SS SL       | 1     | 1                 | 8        | 1,47       | 1,36       |
| DVD-2    | SS DL       | 1     | 2                 | 8        | 2,66       | 2,47       |
| DVD-3    | DS SL       | 2     | 2                 | 8        | 2,92       | 2,72       |
| DVD-4    | DS DL       | 2     | 4                 | 8        | 5,32       | 4,95       |
| DVD-5    | SS SL       | 1     | 1                 | 12       | 4,70       | 4,37       |
| DVD-9    | SS DL       | 1     | 2                 | 12       | 8,54       | 7,95       |
| DVD-10   | DS SL       | 2     | 2                 | 12       | 9,40       | 8,75       |
| DVD-14   | DS SL+DL    | 2     | 3                 | 12       | 13,24      | 12,33      |
| DVD-18   | DS DL       | 2     | 4                 | 12       | 17,08      | 15,90      |
| DVD-R    | SS SL (1.0) | 1     | 1                 | 12       | 3,95       | 3,68       |
| DVD±R(W) | SS SL (2.0) | 1     | 1                 | 12       | 4,70       | 4,38       |
| DVD±R    | SS DL       | 1     | 2                 | 12       | 8,54       | 7,95       |
| DVD±R(W) | DS SL       | 2     | 1                 | 12       | 9,40       | 8,76       |
| DVD±R    | DS DL       | 2     | 4                 | 12       | 17,08      | 15,90      |
| DVD±R(W) | SS SL       | 1     | 1                 | 8        | 1,46       | 1,36       |
| DVD±R    | SS DL       | 1     | 2                 | 8        | 2,66       | 2,47       |
| DVD±R(W) | DS SL       | 2     | 1                 | 8        | 2,92       | 2,72       |
| DVD±R    | DS DL       | 2     | 4                 | 8        | 5,32       | 4,95       |
| DVD-RAM  | SS SL (1.0) | 1     | 1                 | 12       | 2,58       | 2,40       |
| DVD-RAM  | SS SL (2.0) | 1     | 1                 | 12       | 4,70       | 4,37       |
| DVD-RAM  | DS SL (1.0) | 2     | 1                 | 12       | 5,16       | 4,80       |
| DVD-RAM  | DS SL (2.0) | 2     | 1                 | 12       | 9,40       | 8,75       |
| DVD-RAM  | SS SL       | 1     | 1                 | 8        | 1,46       | 1,36       |
| DVD-RAM  | DS SL       | 2     | 1                 | 8        | 2,65       | 2,47       |

Viteza de citire sau scriere "1x" este egală cu 1,35 MB/s (10,8 Mbps)

## Protecția la copiere
Deoarece calitatea video oferită de discurile DVD-Video este foarte ridicată, există riscul copierii ilegale a conținutului discurilor. Prin înregistrarea criptată a filmului pe disc și echiparea unităților DVD cu un circuit de decriptare, se poate preveni copierea. În plus, unitățile DVD pot fi prevăzute cu o facilitate de protecție la copiere, astfel încât în cazul copierii filmului va rezulta o severă degradare a calității. 
Content Protection System Architecture (CPSA) este numele dat cadrului general pentru securitatea și controlul accesului în întreaga familie de DVD-uri. Dezvoltat de entitatea „4C” (Intel, IBM, Matsushita și Toshiba) în colaborare cu Copy Protection Technical Working Group (CPTWG), acoperă criptarea, filigranarea, protecția ieșirilor analogice și digitale, etc. .
Protecția împotriva copiilor combină atât metode digitale cât și analogice.
- Sistem analogic - acest tip de protecție se numește sistem de protecție analogică (Analog Protection System-APS) și se bazează pe tehnologia Macrovision. Plăcile video care generează la ieșire un semnal video complex sau semnale s-video trebuie să utilizeze de asemenea sistemul APS. Circuitul Macrovision adaugă la semnalul de ieșire un semnal de culoare cu modulație rapidă (componenta “Colorstripe”) și impulsuri la semnalul de stingere pe verticală (componenta “AGC” – Automatic Gain Control). Ca urmare, la majoritatea aparatelor video circuitele de sincronizare și de control automat al nivelului de înregistrare nu vor funcționa corect. Efectele pot fi: dungi colorate, distorsiuni, imagine alb-negru, și alternanțe de imagini luminoase și întunecate. În antetul fiecărui sector, discurile conțin biți care validează sau invalidează protecția la copiere și permit un anumit control al gradului de protecție.

- Copy Generation Management System (CGMS)- în cazul acestui sistem, fiecare disc conține și informații care specifică dacă discul poate fi copiat. Aceste informații vor fi incluse în semnalul video de ieșire. Pentru ca sistemul să funcționeze, echipamentul de copiere trebuie să recunoască și să respecte standardul CGMS. Standardul analogic (CGMS/A) codifică datele pe linia 21 NTSC. Standardul digital (CGMS/D) se aplică pentru conexiunile digitale IEEE 1394/Firewire.

- Content Scrambling System (CSS) - toate unitățile de citire DVD fabricate din 1999 dispun de un sistem CSS și de un sistem de gestiune a codurilor regionale. Protecția CSS necesită licențiere.

- Content Protection for Recordable Media and Pre-Recorded Media (CPRM/CPPM) - este utilizat pentru DVD-Audio. A fost dezvoltat ca o îmbunătățire a CSS. Mecanismul de autentificare este același ca pentru CSS, astfel încât nu sunt necesare modificări la unitățile existente. Un disc poate include conținut CSS și CPPM dacă este un disc hibrid DVD-Video/DVD-Audio.

- Digital Copy Protection System (DCPS) - cel mai important este DTCP (Digital Transmission Content Protection),  destinat interfeței IEEE 1394/FireWire. A fost realizat de Intel, Sony, Hitachi, Matsushita și Toshiba, în februarie 1998. În cazul sistemului DTCP, între dispozitivele care sunt conectate digital, (o unitate DVD și un aparat TV digital sau un înregistrator video digital), se transmit chei de autentificare pentru a se stabili un canal de transmisie sigur. Unitatea DVD criptează semnalul audio/video pe măsură ce îl transmite la dispozitivul receptor, care trebuie să îl decripteze. Astfel se previne ca alte dispozitive conectate dar neautentificate să recepționeze semnalul. Sistemul digital de protecție la copiere este destinat generației de aparate TV digitale, receptoare digitale pentru satelit și înregistratoare video digitale.

- - XCA (Extended Conditional Access), propus de Zenith și Thomson, este similar cu sistemul DTCP, dar poate fi utilizat cu interfețele digitale unidirecționale (ca de exemplu standardul EIA-762 RF) și utilizează cartele inteligente pentru reînnoirea sistemului de securitate.

- High-Bandwidth Digital Content Protection (HDCP, DVI, și HDMI) - protecția conținutului digital cu lățime mare de bandă, realizată de MRJ Technology, NDS, și Philips. Similar cu DCPS. Folosită la transmiterea video pe monitoarele LCD digitale prin DVI.

La toate aceste sisteme, conținutul discurilor DVD este marcat cu indicatoare de tipul „copiere liberă”, „copiere o singură dată”, „fără copiere”, sau „fără alte copii.
Dacă decriptarea conținutului discurilor se realizează cu unitatea centrală a calculatorului, datele decriptate pot fi stocate pe un disc fix de capacitate ridicată, de unde ele pot fi copiate pe alte suporturi.
Pentru prevenirea copierii de pe PC, au fost propuse mai multe tehnici:
- Eliminarea funcției „Save As” din aplicațiile de tip „Movie Player”. Această metodă se poate implementa simplu, dar contracararea ei nu este prea dificilă.
- Modificarea sistemului de operare sau a BIOS-ului calculatorului astfel încât acesta să recunoască datele DVD și să prevină copierea prin orice aplicație rulată pe calculator. Toate studiourile au aprobat această metodă, dar modificarea sistemelor de operare nu este simplă.
- Modificarea arhitecturii calculatorului astfel încât datele DVD să nu fie transferate pe magistrala sistemului (PCI), prin aceasta prevenindu-se decriptarea datelor de către UCP și înregistrarea lor pe un disc fix sau pe o bandă. Pe lângă îngreunarea copierii, acest sistem este cel mai eficient, evitând supraîncărcarea magistralei principale a sistemului cu datele audio și video, atât cu cele comprimate cât și cu cele necomprimate.

## Coduri de regiune
Următoarea listă conține codurile de regiune DVD, care indică regiunile în care poate fi redat suportul DVD.
- 0: Multiregiune
- 1: S.U.A., Canada
- 2: Europa, Orientul Mijlociu, Africa de Sud, Japonia
- 3: Asia de Sud-Est, Taiwan, Coreea de Sud, Hong Kong
- 4: America Centrală, America de Sud,Mexic,Australia, Noua Zeelandă
- 5: Africa de Nord, Asia, Rusia, Ucraina, Belarus, India
- 6: China
- 7: Rezervat pentru utilizări viitoare
- 8: Linii aeriene internaționale, vase de croazieră internaționale, sală de conferință internațională etc.

Pentru fiecare regiune, sunt emise versiuni proprii de discuri DVD și, în consecință, playere, destinate numai acesteia. Numai în cazul în care codurile se potrivesc, player-ul va reda discul DVD. 

## Avantaje
Principalele faciliăți ale unui DVD sunt:
- compatibilitatea cu actualul mediu CD
- dimensiunile fizice sunt identice cu cele ale compact discului (120 mm diametru, 1,2 mm grosime)
- sunt disponibile în format cu unul sau doua fețe având fiecare unul sau două straturi pe care se poate face scrierea datelor
- capacitate de stocare de 4,7 GB pe strat și maxim 8,5 GB pe fiecare față
- este destinat fomatelor video, audio și multimedia, nu doar formatelor audio
- posibilitatea de a adăuga subtitrare, precum și de a alege limba care va fi utilizată
- tehnologia de corectare a erorilor este mult mai puternică decât la CD
- programarea anumitor secvențe selectate într-o anumită ordine
- toate formatele folosesc un sistem de fișiere de tipul UDF (Universal Disk Format)
- dispune de un format standard digital și analogic pentru protectia la copiere neautorizată
- fiabilitate mare; este practic neinfluențat de numărul de citiri repetate, fiind vulnerabil doar la defecțiuni de ordin fizic
- nu este afectat de interferențe cu câmpuri magnetice sau radiații X, rezistă la căldură
- dimensiuni compacte; este ușor de manipulat, depozitat, multiplicarea discului este ieftină.

## Dezavantaje
- conține elemente de protecție și blocare regională sau „coduri de țară” care previn citirea lor într-o altă țară
- nu suportă în întregime standardul TV de înaltă definiție HDTV.
- unele unități DVD nu pot citi CD-WO (CD-R)
- unitățile DVD actuale nu pot reda video în sens invers (backmasking), la viteză normală.

## Redarea discurilor DVD

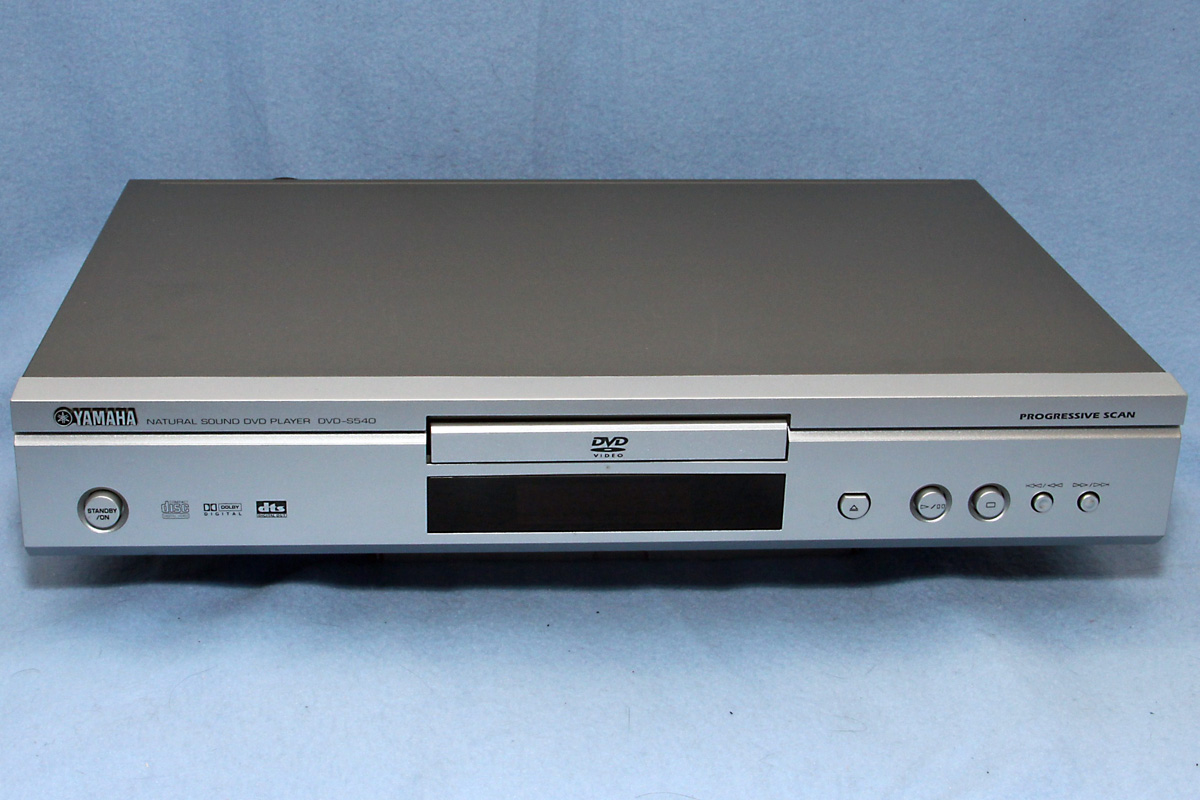
DVD Player

Redarea sau citirea discurilor DVD este posibilă cu ajutorul unui DVD Player sau o unitate DVD-ROM conectată la un PC.

### DVD Player
Un DVD player este o unitate de disc optică utilizată pentru procesarea datelor digitale stocate pe discurile DVD. Primul DVD player a fost Toshiba SD-3000, lansat în noiembrie 1996 și lansat în Japonia la 1 noiembrie 1996. Majoritatea DVD playerelor pot citi mai multe formate de discuri optice: CD, și DVD (DVD-R, DVD + R, DVD-RW, DVD + RW, etc.), cu un strat sau două straturi. Principalii producători de DVD player sunt: Sony, Panasonic, Toshiba, Sharp, Samsung, LG, Philips, Yamaha.
DVD Player are o ieșire video tip DVI sau HDMI ce permite conectarea la un TV digital și să redea conținutul audio și video. Cele mai multe DVD playere includ decodoare audio/video home cinema (Dolby Digital, Digital Theatre System, DivX).
Componentele principale ale unei unități DVD sunt următoarele:
- Mecanism de citire al discului: constă din motorul care rotește discul (între 200 și 500 rpm, în funcție de ce pistă se citește) și fasciculul laser care citește informațiile de pe disc. Pentru citire se utilizează un fascicul laser cu lumină roșie, spre deosebire de fasciculul în infraroșu al unităților CD.
- Procesor de semnal DVD-DSP: este un circuit care translatează impulsurile laser în semnale electrice.
- Decodor digital audio/video: decodifică datele comprimate de pe disc, care sunt convertite în semnale video cu calitate de studio și semnale audio cu calitate CD, acestea fiind transmise la aparatul TV și la sistemul stereo.
- Microcontroler: controlează funcționarea unității, translatând comenzile utilizatorului de la telecomandă sau panoul frontal în comenzi pentru decodorul audio/video și mecanismul de citire al discului. Microcontrolerul realizează de asemenea apelul distribuitorului pentru coduri de acces și controlul decriptării.

Pentru redarea cenzurată a filmului, unitatea DVD trebuie să efectueze saltul peste secvențele respective. Unitatea trebuie să dispună de o memorie tampon suficient de mare pentru ca redarea să continue în timpul în care mecanismul de citire se deplasează în vederea saltului peste scenele cenzurate.

### Unitatea DVD-ROM

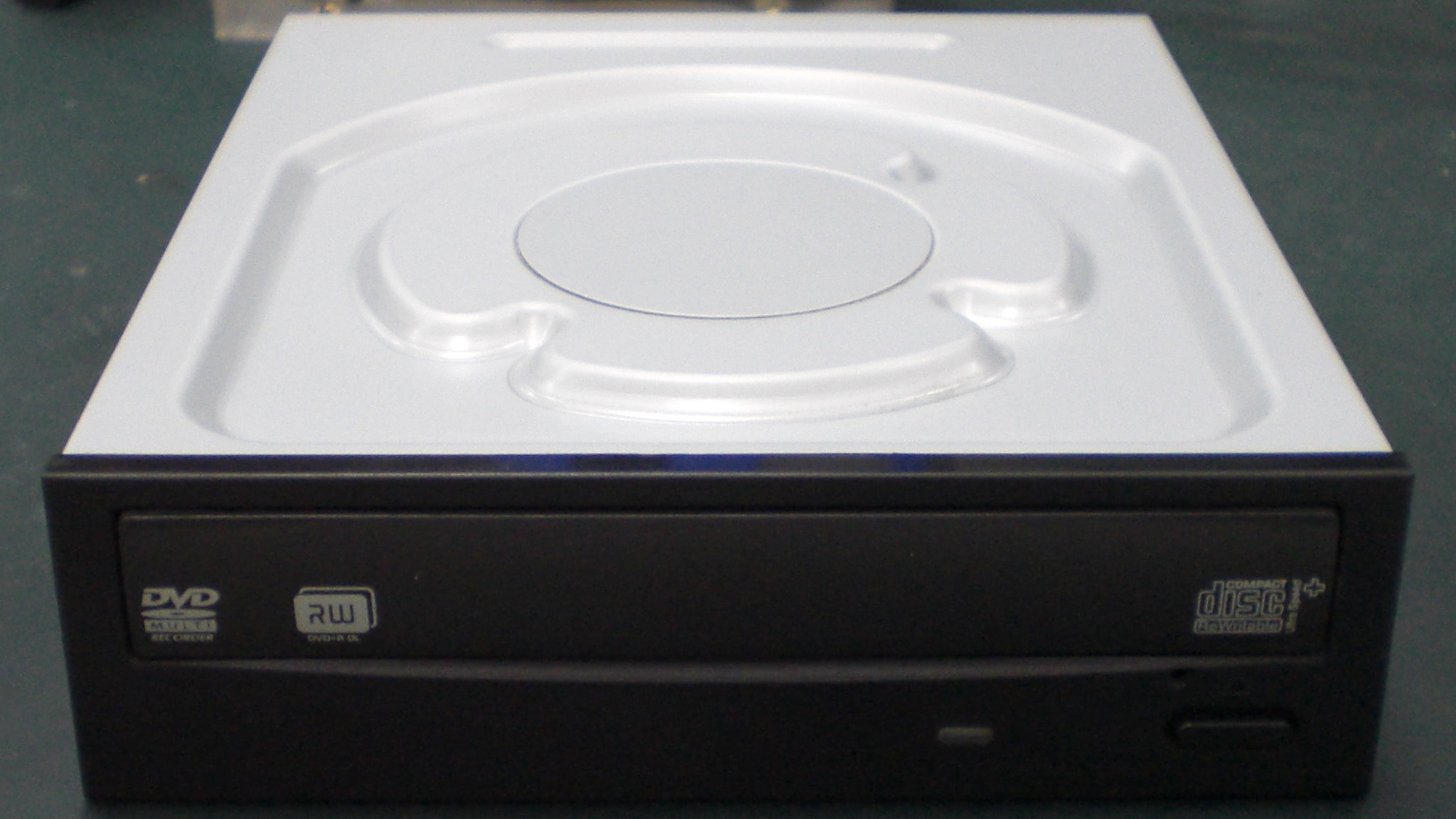
Asus DVD-ROM Drive

În cazul în care pentru vizionarea filmelor se utilizează o unitate DVD-ROM sau DVD ROM Drive conectată la un calculator, între unitatea DVD-ROM și placa video sau programul de vizualizare se transmit coduri de criptare, astfel încât informațiile video sunt decriptate imediat înainte de afișare. 
Ca sistem de fișiere, un DVD-ROM folosește UDF, dar poate fi de asemenea accesat folosind ISO-9660, pentru a oferi compatibilitate cu sistemele anterioare. Acest sistem de fișiere hibrid este numit UDF Bridge. Ambele sisteme de fișiere sunt capabile să acceseze orice fișier al discului.

Interfețele unităților DVD-ROM sunt similare cu cele ale unităților CD-ROM: EIDE (ATAPI) sau SCSI-2. Unitățile DVD-ROM actuale nu dispun însă de ieșiri DVD audio sau video.

Pentru redarea conținutului discurilor DVD pe calculator, este necesar un software instalat numit media player (de exemplu Windows Media Player, VLC media player, iTunes). 

## Standarde pentru discurile DVD
Există standarde pentru discurile DVD elaborate atât de organizația ISO, cât și de ECMA (European Computer Manufacturesrs Association). Standardele aprobate până în prezent sunt următoarele:
- ISO/IEC 16448-1999: 120 mm DVD Read-Only Disk
- ISO/IEC 16449-1999: 80 mm DVD Read-Only Disk
- ISO/IEC 16824-1999: 120 mm DVD Rewritable Disk (DVD-RAM)
- ISO/IEC DTR 18002: DVD Read-Only Disk – File System Specifications
- ECMA-267: 120 mm DVD Read-Only Disk (December 1997)
- ECMA-268: 80 mm DVD Read-Only Disk (December 1997)
- ECMA-272: 120 mm DVD Rewritable Disk (DVD-RAM) (June 1999)
- ECMA-279: 80 mm (1,23 Gbytes per side) and 120 mm (3,95 Gbytes per side) DVD-Recordable Disk (DVD-R) (December 1998).

## Legături externe
- Discuri DVD - Zoltan Baruch
- 4centity.com
- Copy Protection Technical Working Group (CPTWG)